# NGC 2770
NGC 2770 je spiralna galaksija tipa SA(s)c smještena u zviježđu Risu udaljena otprilike 88 milijuna svjetlosnih godina.
Zvana je i 'Tvornicom supernova' jer su se tri supernove tamo nedavno dogodile: SN 1999eh, SN 2007uy i SN 2008D. Posljednja od triju je poznata kao prva supernova primijećena emitiranjem rendgenskih zraka ranije pri njenom formiranju nego inače pri emitiranju optičkog svjetla. Pravovremeno otkriće je omogućilo promatranje prvih trenutaka eksplozije.

## Vanjske poveznice
- SEDS: NGC 2770